# Francevillit
Francevillit ist ein selten vorkommendes Mineral aus der Mineralklasse der „Oxide und Hydroxide“. Es kristallisiert im orthorhombischen Kristallsystem mit der idealisierten, chemischen Zusammensetzung Ba(UO2)2(VO4)2·5H2O, ist also ein Barium-Uranyl-Vanadat.

Da allerdings in natürlich vorkommendem Francevillit meist einen geringer Anteil Barium durch Blei ersetzt (substituiert) ist, wird die Formel oft auch mit (Ba,Pb)[UO2|VO4]2·5H2O angegeben. Je weniger Blei in seiner Struktur enthalten ist, umso grünlicher erscheint die Farbe und mit steigendem Bleigehalt geht die Farbe in Richtung Orange.
Francevillit ist durchscheinend und entwickelt nur kleine Kristalle meist orangegelbe bis gelbgrüne Mineral-Aggregate sowie häufig Verwachsungen rhombischer Einzelkristalle.

## Etymologie und Geschichte

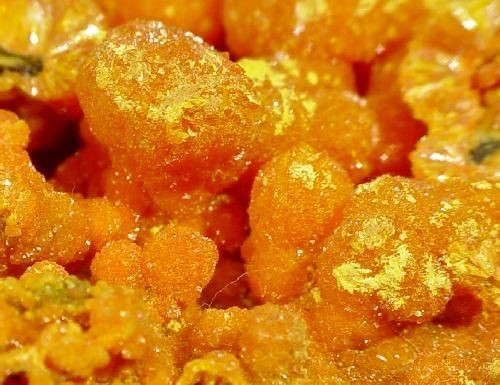
Oranger Francevillit überwachsen mit gelbem Curienit aus der Typlokalität Mounana Mine, Gabun (Gesamtgröße: 7,7 × 6,4 × 3,7 cm)

Erstmals entdeckt wurde Francevillit in der „Mounana Mine“ bei Franceville in Gabun und beschrieben 1957 durch Georges Branche, Marie-Edith Ropert, Francis Chantret, Bernard Morignat und Robert Pouget, die das Mineral nach seinem Herkunftsort benannten.
Typmaterial des Minerals wird an der Mines ParisTech in Paris und im Natural History Museum (Katalognummer 1958,597) in London aufbewahrt.

## Klassifikation
In der veralteten 8. Auflage der Mineralsystematik nach Strunz gehörte der Francevillit zur Mineralklasse der „Phosphate, Arsenate und Vanadate“ und dort zur Abteilung der „Wasserhaltige Phosphate, Arsenate und Vanadate mit fremden Anionen“, wo er zusammen mit Carnotit, Metatyuyamunit (auch Meta-Tujamunit), Sengierit, Vanuralit, Vanuranylit (diskreditiert 1968), Tyuyamunit (auch Tujamunit) die „Carnotit-Tujamunit-Gruppe“ mit der System-Nr. VII/D.23 bildete.
Die von der International Mineralogical Association (IMA) zuletzt 2009 aktualisierte 9. Auflage der Strunzschen Mineralsystematik ordnet den Francevillit dagegen in die Klasse der „Oxide und Hydroxide“ und dort in die Abteilung der „V[5,6]-Vanadate“ ein. Diese ist zudem weiter unterteilt nach der Kristallstruktur, so dass das Mineral entsprechend seinem Aufbau in der Unterabteilung „Uranyl-Gruppenvanadate (Sorovanadate)“ zu finden ist, wo er als Namensgeber die „Francevillitgruppe“ mit der System-Nr. 4.HB.15 und den weiteren Mitgliedern Curienit und Fritzscheit bildet.
Die vorwiegend im englischen Sprachraum gebräuchliche Systematik der Minerale nach Dana ordnet den Francevillit wie die veraltete Strunz’sche Systematik in die Klasse der „Phosphate, Arsenate und Vanadate“ ein, dort jedoch in die Abteilung der „Wasserhaltigen Phosphate etc.“. Hier ist er zusammen mit dem Curienit in der unbenannten Gruppe 40.02a.27 innerhalb der Unterabteilung der „Wasserhaltigen Phosphate etc., mit A2+(B2+)2(XO4) × x(H2O), mit (UO2)2+“ zu finden.

## Kristallstruktur
Francevillit kristallisiert orthorhombisch in der Raumgruppe Pcan (Raumgruppen-Nr. 60, Stellung 3) mit den Gitterparametern a = 10,42 Å; b = 8,51 Å und c = 16,76 Å sowie 4 Formeleinheiten pro Elementarzelle.
Es bilden sich dabei Schichten von UO2-V2O8-Einheiten, die durch die Bariumatome untereinander verknüpft werden. Zwei Vanadiumatome bilden dabei zwei kantenverknüpfte Pyramiden, deren Eckpunkte Sauerstoffatome besetzen. Die beiden Pyramidenspitzen schauen dabei in entgegengesetzte Richtungen und koordinieren die Bariumatome. Die übrigen freien Kanten der Vanadat-Polyeder koordinieren die Uranyl-Einheiten äquatorial. Ein Uranyl-Sauerstoffatom koordiniert dabei ebenfalls ein Barium-Atom, das zweite bleibt unkoordiniert. Die Barium-Atome weisen eine verzerrt tetraedrische Geometrie auf.

## Eigenschaften
Das Mineral ist durch seinen Urangehalt von bis zu 48 % als sehr stark radioaktiv eingestuft und weist eine spezifische Aktivität von etwa 87 kBq/g auf (zum Vergleich: natürliches Kalium 0,0312 kBq/g).
Francevillit kann je nach Fundort mehr oder weniger Blei in seiner Struktur enthalten, das die Plätze des Bariums im Kristallgitter besetzt. Francevillit bildet daher auch eine lückenlose Mischkristallreihe mit seinem Blei-Analogon Curienit (Pb(UO2)2(V2O8)·5H2O).

## Bildung und Fundorte
Francevillit bildet sich in der Oxidationszone von bleihaltigen Uran-Vanadium-Lagerstätten. Als Begleitminerale können unter anderem Carnotit, Chervetit, Curienit, Dewindtit, Duttonit, Johannit, Kasolit, Mottramit, Torbernit, Uranopilit und Vanuralit auftreten.
Als seltene Mineralbildung konnte Francevillit nur an wenigen Fundorten nachgewiesen werden, wobei bisher (Stand 2013) rund 30 Fundorte als bekannt gelten. Neben seiner Typlokalität „Mounana Mine“ trat das Mineral in Gabun noch in einigen weiteren Gruben in der Umgebung von Franceville zutage. Dieser Fundort ist zudem für seine besonders gut ausgebildeten Kristalle und Aggregate bekannt.
In Deutschland kennt man Francevillit unter anderem aus der Grube Clara bei Oberwolfach in Baden-Württemberg, dem Steinbruch Stahl bei Dörrmorsbach in Bayern, der Uranlagerstätte Schweisweiler-Winnweiler in Rheinland-Pfalz und aus Tirpersdorf in Sachsen.
Weitere bisher bekannte Fundorte sind die „Sleisbeck Mine“ im Northern Territory von Australien, mehrere Gruben in den französischen Regionen Auvergne-Rhône-Alpes und Okzitanien, die Uranlagerstätte in den Otish Mountains nahe der James Bay (Baie-James) in Kanada, Karamurun am Fluss Ili in Kasachstan, Tyuya-Muyun im Alai-Gebirge in Kirgisistan, mehrere Gruben bei Kambove und Kolwezi in der Provinz Katanga der Demokratischen Republik Kongo, das Murun-Massiv des Aldanhochlandes (Ostsibirien) und die Halbinsel Zaonezhie am Onegasee (Republik Karelien) in Russland, Todraž in Slowenien, Litice nad Orlicí in der tschechischen Region Böhmen, St Stephen in Brannel in der englischen Grafschaft Cornwall im Vereinigten Königreich sowie Packerton Junction im Carbon County (Pennsylvania) und die „Pandora Mine“ im San Juan County (Utah) in den Vereinigten Staaten von Amerika.

## Vorsichtsmaßnahmen
Aufgrund der Toxizität und der Radioaktivität des Minerals sollten Mineralproben vom Francevillit nur in staub- und strahlungsdichten Behältern, vor allem aber niemals in Wohn-, Schlaf- und Arbeitsräumen aufbewahrt werden. Ebenso sollte eine Aufnahme in den Körper (Inkorporation, Ingestion) auf jeden Fall verhindert und zur Sicherheit direkter Körperkontakt vermieden sowie beim Umgang mit dem Mineral Atemschutzmaske und Handschuhe getragen werden.